# 전능
전능(全能, omnipotence)은 무한한 능력을 가진 성질이다. 대부분의 유일신 종교들은 자신들이 믿는 신이 전능하다는 설정을 가지고 있다. 그 외에 신성한 속성으로 꼽히는 것으로는 전지, 전재, 전선 등이 있다.

## 같이 보기
- 악의 문제
- 전능 역설